# Bertil "Lill-John" Nilsson
Frans Bertil "Lill-John" Nilsson, född 5 januari 1914 i Göteborgs Gamlestads församling, död 19 december 1984 i Backa församling, var en svensk fotbollsspelare som representerade Gais i allsvenskan säsongerna 1935/1936 och 1936/1937. Han var yngre bror till den allsvenske skyttekungen John "Long-John" Nilsson, varför han fick smeknamnet "Lill-John".
Nilsson kom från Gais B-lag, och i Dagens Nyheter skrev man vid hans allsvenska debut 1935 att han "vad längd, kropp och rörelser beträffar är en trogen kopia av sin mera berömde broder", och vidare: "Farlig på huvudet är han inte som Long-John, men han är i stället säkrare i fötterna än vad brodern var på sin tid i Gais." Det blev dock endast 6 allsvenska matcher (4 mål) för Nilsson i Gais.